# Tata Xenon
Tata Xenon – samochód osobowy typu pick-up koncernu Tata Motors. Jego debiut miał miejsce na Bologna Auto Show 2006. Produkcja rozpoczęła się w 2007 roku w Indyjskim Pune. Model zastąpił TL. Oferowany w wielu krajach pod wieloma nazwami. W 2008 roku firma Marubeni Motors rozpoczęła eksport Xenona do Polski. Oferowany jest z napędem na przednią oś lub z napędem AWD.

## Dane techniczne

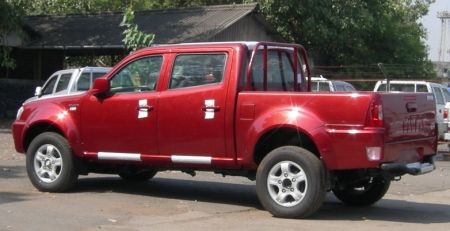
Tata Xenon z tyłu
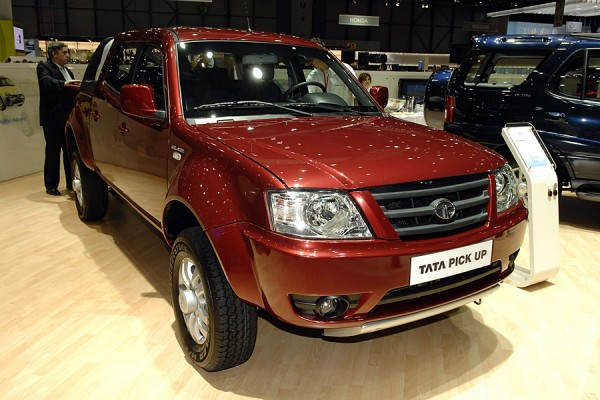
Tata Xenon XL

### Wymiary [mm]
Długość całkowita 	4800

Szerokość całkowita 	1860

Wysokość całkowita 	1765

Rozstaw osi       	3150

Rozstaw kół przednich 	1571

Rozstaw kół tylnych 	1571

Szerokość skrzyni ładunkowej (zewnętrzna) 1414/1860

Długość skrzyni ładunkowej 	1880

### Masa [kg]
Masa własna pojazdu     1840

Ładowność 	        1110

### Silniki
Typ 	2.2 L DICOR 05 (EURO IV) o zapłonie samoczynnym z turbodoładowaniem

Liczba cylindrów 	4 w układzie rzędowym

### Skrzynia biegów
Typ 	                manualna 5-biegowa + wsteczny

Przeniesienie napędu 	na wszystkie koła z elektrycznym sterowaniem mechanizmu przełączającego

### Inne
Układ kierowniczy 	wspomagany + regulacja wysokości położenia kierownicy

Zawieszenie przednie 	Niezależne ze sprężynami oraz drążkiem reakcyjnym

Zawieszenie tylne 	Resory piórowe ze sztywną belką

Liczba miejsc siedząych w kabinie 	2 lub 5

Układ hamulcowy 	Sterowany hydraulicznie z niezależnymi obwodami przednich i tylnych hamulców

Hamulce 	        przednie (tarczowe wentylowane) tylne (bębnowe)